# Крістіан Расп
Крістіан Расп (29 вересня 1989 , Оксенфурт, Баварія ) — німецький бобслеїст, срібний призер Олімпійських ігор 2022 року, багаторазовий чемпіон світу та Європи.

## Виступи на Олімпійських іграх
| Рік  | Місце проведення          | Четвірки |
| ---- | ------------------------- | -------- |
| 2018 | Пхьончхан, Південна Корея | 8        |
| 2022 | Пекін, Китай              | 2        |

## Виступи на чемпіонатах світу
| Рік  | Місце проведення      | Четвірки | Змішана команда |
| ---- | --------------------- | -------- | --------------- |
| 2017 | Кенігсзе, Німеччина   | 1        | 1               |
| 2019 | Вістлер, Канада       | 9        | —               |
| 2020 | Альтенберг, Німеччина | 2        | —               |
| 2021 | Альтенберг, Німеччина | 3        | —               |

## Виступи на чемпіонатах Європи
| Рік  | Місце проведення       | Двійки | Четвірки |
| ---- | ---------------------- | ------ | -------- |
| 2017 | Вінтерберг, Німеччина  | —      | 1        |
| 2018 | Інсбрук, Австрія       | —      | 1        |
| 2019 | Кенігсзе, Німеччина    | 2      | 1        |
| 2020 | Вінтерберг, Німеччина  | —      | 1        |
| 2021 | Вінтерберг, Німеччина  | —      | 4        |
| 2022 | Санкт-Моріц, Швейцарія | —      | 5        |